# Vallpineda
Vallpineda és un barri de muntanya, pertanyent al terme municipal de Molins de Rei. Està situat dins la serra de Collserola molt a prop de la Floresta de Sant Cugat del Vallès; l'any 2009 eren 270 els seus habitants.